# Gymnopilus patriae
Gymnopilus patriae là một loài nấm thuộc họ Cortinariaceae.